# 伊江阿
伊江阿（穆麟德轉寫：igiyangga；1744年—1801年），字静亭，号誠菴，叶赫地方拜都氏，满洲正白旗人，清朝乾隆时大学士永貴之子。

## 生平
官至山東巡撫。乾隆帝駕崩，伊江阿因奏摺附書信勸和珅節哀。因為當時和珅已下獄，所以嘉慶帝得其書信，詔來責問，罷免伊江阿職務。又追論伊江阿在山東日佞佛寬盜，流放伊犁戍邊。最後授與藍翎侍衛、古城領隊大臣等閒職。

## 家庭
- 祖父布蘭泰（c.1670s-1752），官至巡抚，谥愨僖。
- 父永贵（1706-1783），乾隆年间协办大学士，军机大臣，谥文勤。
- 胞兄瑛宝（号梦禅居士），是当时著名的画家，与刘墉、英和、法式善等名士有诗画往来。
- 妻葉赫那拉氏（父鑲紅旗滿洲、湖南巡撫常鈞，伯父浙江巡抚纳兰常安）。
- 女拜都氏，嫁宗室煥成（父宗室惠英，祖父宗室阿敏圖，先祖敬謹親王蘭布、敬謹莊親王尼堪 (清朝宗室)）。
- 侄孙道光二十五年（1845年）乙巳恩科进士恩隆。